# Aeropuerto de God's River
El Aeropuerto de God's River (del inglés: God's River Airport) (IATA: ZGI, OACI: CZGI) está ubicado adyacente a God's River, Manitoba, Canadá.

## Aerolíneas y destinos
- Perimeter Airlines
  - Winnipeg / Aeropuerto Internacional de Winnipeg-Armstrong
  - God's Lake Narrows / Aeropuerto de God's Lake Narrows
  - Thompson / Aeropuerto de Thompson